# Jan Pawłowicz
Jan Antoni Pawłowicz (ur. 9 lipca 1960 w Policach) – polski lekkoatleta sprinter, mistrz Polski i olimpijczyk.
Specjalizował się w biegu na 400 metrów. Uczestniczył w mistrzostwach Europy juniorów w 1979 w Bydgoszczy, gdzie odpadł w półfinale biegu na 400 m oraz zajął wraz z kolegami 6. miejsce w sztafecie 4 × 400 metrów (w składzie: Zbigniew Rytel, Pawłowicz, Wojciech Bimkiewicz i Jerzy Konarski).
Startował na igrzyskach olimpijskich w 1980 w Moskwie w sztafecie 4 × 400 metrów w składzie: Pawłowicz, Jerzy Pietrzyk, Adam Starostka i Andrzej Stępień, która odpadła w eliminacjach. W finale Pucharu Europy w 1983 w Londynie zajął 8. miejsce biegu na 400 metrów oraz 7. miejsce w sztafecie 4 × 400 metrów.
Był mistrzem Polski w sztafecie 4 × 400 m w 1984 oraz wicemistrzem w 1983, a także halowym mistrzem Polski na 400 m w 1981 i wicemistrzem w 1983.
W latach 1980–1983 wystąpił w czterech meczach reprezentacji Polski (5 startów), bez zwycięstw indywidualnych.
Rekord życiowy Pawłowicza w biegu na 400 metrów wynosił 46,62 s (5 czerwca 1981, Zabrze)
Był zawodnikiem klubów: Budowlani Szczecin (1978-1982), Zawisza Bydgoszcz (1982) i Flota Gdynia (1982-1984).
Ukończył Technikum Mechaniczne w Szczecinie, jest technikiem ślusarzem.